# Бустер частинок
Бустер (англ. booster) — проміжний циклічний прискорювач, що слугує інжектором для більшого циклічного прискорювача. У бустері частинки інжектуються із лінійного прискорювача. У випадку багатокаскадної схеми, можлива інжекція у бустер із меншого бустера.
Застосування бустера дає можливість збільшити початкову енергію (енергію інжекції) більшого циклічного прискорювача. Результатом цього є значне підвищення його граничної інтенсивності, через послаблення взаємодії частинок пучка із ростом енергії, та зменшення поперечних розмірів камери прискорювача.
Для підвищення інтенсивності пучка у великому прискорювачі відбувається багаторазлва інжекція частинок із бустера у велике кільце. У зв'язку із цим, робочий цикл бустера намагаються робити якомога більш коротким.

## Бустерні установки
- PS Booster — бустер протонів (1,4 ГеВ), що використовується для їх розгону та інжекції в Протонний синхротрон (CERN);
- Протонний синхротрон — бустер протонів та важких іонів (28 ГеВ), що використовується для їх розгону та інжекції в Протонний суперсинхротрон (CERN);